# Leland (Míchigan)
Leland es un lugar designado por el censo ubicado en el condado de Leelanau en el estado estadounidense de Míchigan. En el Censo de 2010 tenía una población de 377 habitantes y una densidad poblacional de 145,85 personas por km².

## Geografía
Leland se encuentra ubicado en las coordenadas 45°1′17″N 85°45′26″O / 45.02139, -85.75722. Según la Oficina del Censo de los Estados Unidos, Leland tiene una superficie total de 2.58 km², de la cual 2.53 km² corresponden a tierra firme y (2.2%) 0.06 km² es agua.

## Demografía
Según el censo de 2010, había 377 personas residiendo en Leland. La densidad de población era de 145,85 hab./km². De los 377 habitantes, Leland estaba compuesto por el 97.88% blancos, el 0% eran afroamericanos, el 0% eran amerindios, el 1.33% eran asiáticos, el 0% eran isleños del Pacífico, el 0.53% eran de otras razas y el 0.27% pertenecían a dos o más razas. Del total de la población el 2.65% eran hispanos o latinos de cualquier raza.